# Udenrigsminister (Sverige)
Sveriges udenrigsminister, (formelt: statsråd och chef för Utrikesdepartementet, er departementschef for Utrikesdepartementet) og minister i den svenske regering.
Fra 1809 havde ministeren titel som udenrigsstatsminister. Den nuværende titel blev indført i 1876.
Ministeriet (departementet) er fra 1791. Oprindeligt hed det Konungens kabinett för den utrikes brevväxlingen. Ministeriet fik sit nuværende navn i 1840.
I sine første år blev departementet ledet af en kabinetssekretær. Denne stilling findes stadig. Siden 1809 har sekretæren været ministeriets nummer to (dvs. viceudenrigsminister). 

## Udenrigsstatsministre 1809–1876
Denne liste er ufuldstændig; hjælp gerne med at udfylde den.
- 1809–1824: Lars von Engeström
- 1858–1868: Ludvig Manderström
- 1871–1872: Baltzar von Platen d.y.

## Udenrigsministre siden 1876
Denne liste er ufuldstændig; hjælp gerne med at udfylde den.
- 1914–1917: Knut Agathon Wallenberg
- marts–oktober 1917: Arvid Lindman
- 1921–1923: Hjalmar Branting
- 1924–1926: Östen Undén (1. gang)
- 1928–1930: Ernst Trygger
- 1932–1936: Rickard Sandler (1. gang)
- 1936–1939: Rickard Sandler (2. gang)
- 1939–1945: Christian Günther
- 1945–1962: Östen Undén (2. gang)
- 1978–1979: Hans Blix
- 1998–2003: Anna Lindh
- 2003–2006: Laila Freivalds
- april–oktober 2006: Jan Eliasson
- 2006–2014: Carl Bildt
- 2014–2019: Margot Wallström
- 2019–2022: Ann Linde
- 2022–2024: Tobias Billström
- 2024–nu: Maria Malmer Stenergard

## Kabinetssekretærer siden 1791
Kabinetssekretæren er den næstøverste i Udenrigsministeriet. Han er placeret lige efter udenrigsministeren.
Denne liste er ufuldstændig; hjælp gerne med at udfylde den.
- 1840–1855: Ludvig Manderström
- 1934–1937: Christian Günther
- 1949–1951: Dag Hammarskjöld
- 1994–2000: Jan Eliasson